# Pratt & Whitney R-1690 Hornet
Le Pratt & Whitney R-1690 Hornet était un moteur d'avion largement utilisé. Développé par Pratt & Whitney, 2 944 exemplaires ont été produits entre 1926 et 1942. Il a volé pour la première fois en 1927. C'était une conception en étoile simple rangée, à neuf cylindres, refroidi par air. La cylindrée était 1 690 pouces cubes (27,7 l). Il a été construit sous licence en Italie, Fiat A.59. En Allemagne le BMW 132 était une version développée de ce moteur. Le R-1860 Hornet B, version agrandie a été produit à partir de 1929.

## Applications
- Bach Air Yacht
- Bellanca 31-40 (en)
- Boeing 80
- Boeing Model 95 (en)
- Boeing Model 299
- Burnelli UB-14 (en)
- Douglas O-38
- Focke-Wulf Fw 200 V1
- Junkers Ju 52
- Junkers Ju 86
- Junkers W 34
- Keystone B-3
- Lockheed Model 14 Super Electra (L-14H)
- Lockheed Lodestar (C-56A, C-56B, C-56C, C-56D, C-56E, C-59/Mk 1a)
- Martin XB-14
- Vought O2U Corsair
- Sikorsky S-40A
- Sikorsky S-42
- Sikorsky S-43
- Wedell-Williams Model 44 (en)

## Moteurs exposés

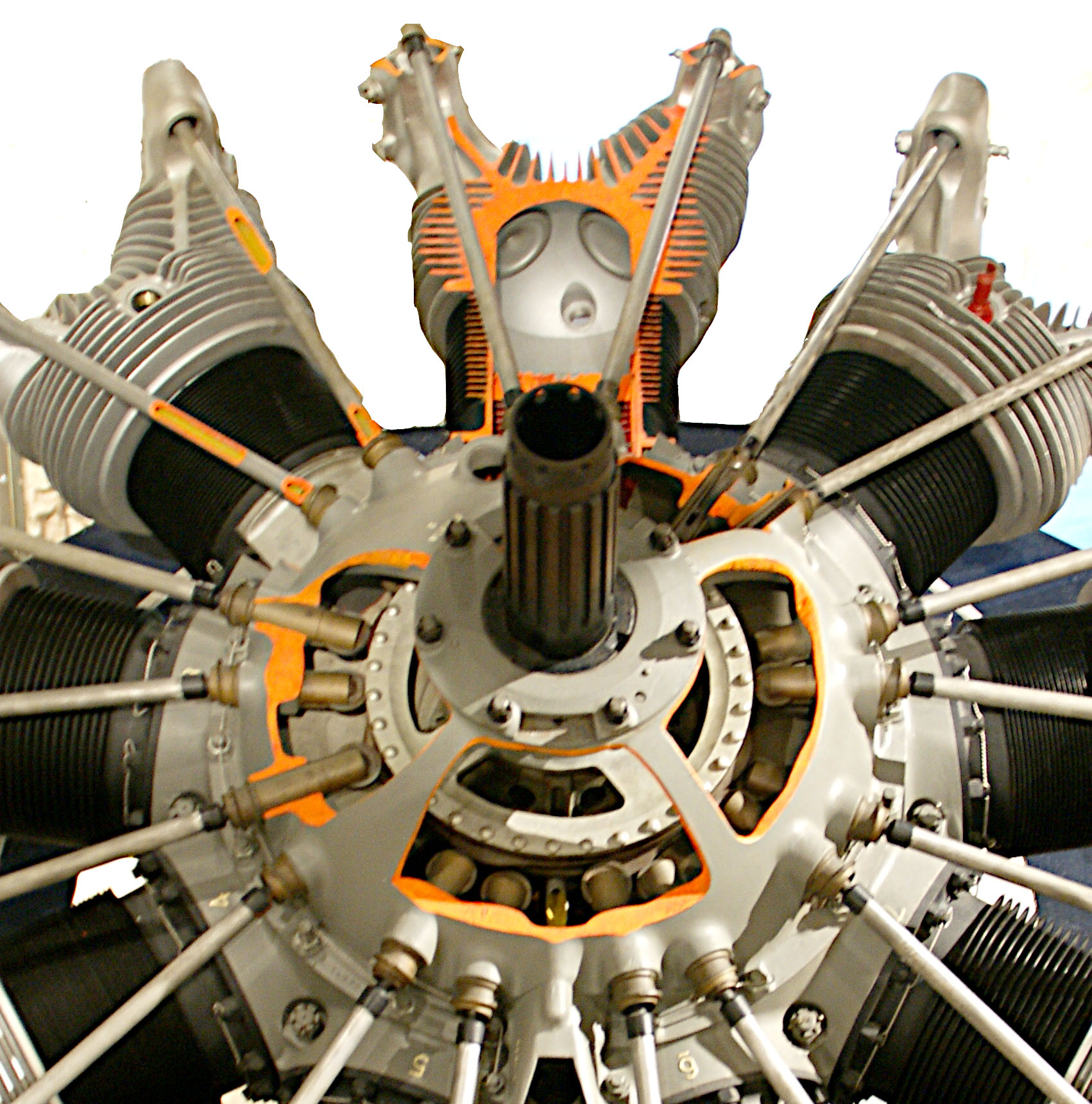
Pratt & Whitney R-1690 Hornet avec chambre découpée pour montrer fonctionnement interne. Exposé au Musée de l'aviation du Pacifique, Pearl Harbor, à Hawaï.

- Pratt & Whitney R-1690 Hornet avec chambre découpée pour montrer fonctionnement interne. Exposé au Musée de l'aviation du Pacifique, Pearl Harbor, à Hawaï.Un R-1690 est exposé au New England Air Museum, l'aéroport international Bradley, Windsor Locks, CT[2].

### Développement liés
- BMW 132
- Mitsubishi Kinsei
- Pratt & Whitney R-1860 (en)
- Pratt & Whitney R-2180 Twin Hornet

### Listes connexes
- Liste des moteurs d'avions